# Elmwood (Illinois)
Elmwood es una ciudad ubicada en el condado de Peoria en el estado estadounidense de Illinois. En el Censo de 2010 tenía una población de 2097 habitantes y una densidad poblacional de 568,18 personas por km².

## Geografía
Elmwood se encuentra ubicada en las coordenadas 40°46′50″N 89°57′56″O / 40.78056, -89.96556. Según la Oficina del Censo de los Estados Unidos, Elmwood tiene una superficie total de 3.69 km², de la cual 3.69 km² corresponden a tierra firme y (0%) 0 km² es agua.

## Demografía
Según el censo de 2010, había 2097 personas residiendo en Elmwood. La densidad de población era de 568,18 hab./km². De los 2097 habitantes, Elmwood estaba compuesto por el 98.04% blancos, el 0.43% eran afroamericanos, el 0% eran amerindios, el 0.52% eran asiáticos, el 0% eran isleños del Pacífico, el 0.19% eran de otras razas y el 0.81% pertenecían a dos o más razas. Del total de la población el 1.86% eran hispanos o latinos de cualquier raza.